# Andreas Primus

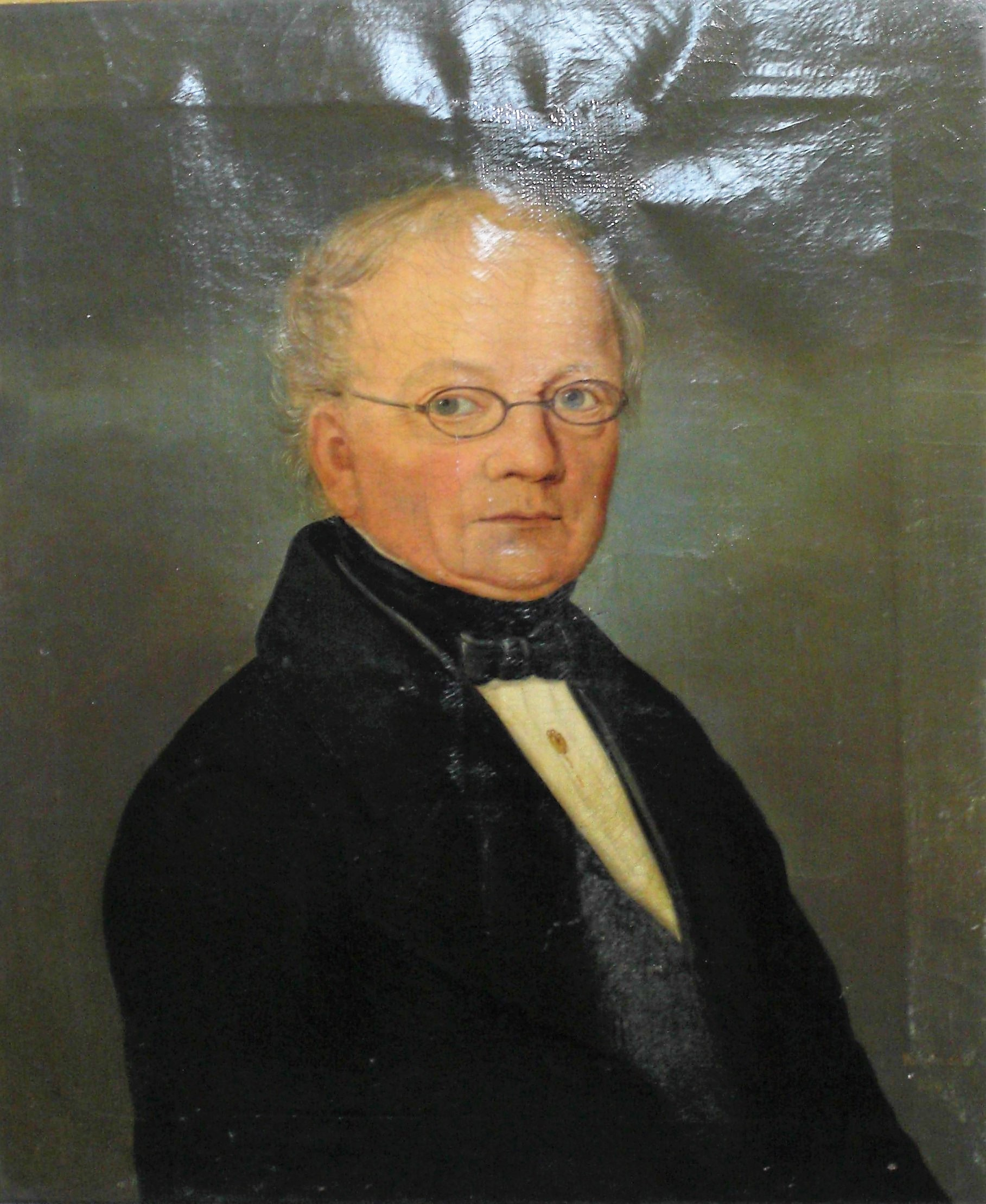
Andreas Primus

Andreas Primus (* 14. Januar 1782 in Babenhausen; † 6. November 1849 ebenda) war ein promovierter deutscher Wundarzt, Geburtshelfer, fürstlicher Leib- und Gerichtsarzt sowie Hofrat.

## Leben
Andreas Primus war der Sohn des Zimmermanns Kajetan Maximilian Primus (1746–1788) und seiner Ehefrau der Kramerstochter Maria Franziska geb. Schellhorn (1754–1810). Er wuchs zusammen mit sechs Geschwistern in Babenhausen im Unterallgäu auf. Sein Großvater Johann Baptist Primus (1709–1788) stammte aus dem venezianischen Timau und ließ sich als Händler im oberschwäbischen Weingarten nieder. Im Alter von sechs Jahren verlor er seinen Vater. Seine Mutter heiratete darauf 1789 in zweiter Ehe den Kramer Joseph Bückle aus Holzgünz. Primus studierte Medizin und war 1819 Respondent an der Universität Würzburg. Nach seiner Promovierung ließ er sich in seiner Heimatstadt Babenhausen als praktischer Arzt nieder und machte sich dort als geschickter Chirurg, Wundheiler und Geburtshelfer einen Namen. 1821 erschien ein Bericht über seine Beobachtung eines neuen Heilungsansatz von Nasenpolypen durch die Äußere Anwendung der Tinktur Opii crocata, sowie 1833 über seine Geburtshülfliche Beobachtungen in der Medicinisch-chirurgische Zeitung. 1832 erhielt er als praktischer Arzt die Stelle als Physikus und übernahm darauf die Funktion des privilegierten Amts-, Gerichts- und Leibarztes des Fürsten Fugger-Babenhausen. In Anbetracht seiner langjährigen Verdienste verlieh ihm 1837 König Ludwig I. den Titel fürstlicher Hofrat. Möglicherweise war er 1844 Mitgründer der Liedertafel Babenhausen. Primus starb 1849 im Alter von 67 Jahren in Babenhausen und ist dort auf dem Friedhof beigesetzt. Von ihm existiert eine besondere Traueranzeige.

## Familie
Andreas Primus heiratete am 27. Dezember 1808 in Babenhausen Maria Caroline Maximiliane Josepha Creszentia Heisserer (* 11. November 1783 in Affing). Aus der Ehe gingen elf Kinder hervor, darunter:
- Karl Maximilian Josef Ignaz Andreas (* 4. November 1809 in Babenhausen), Gymnasiast und Student in Dillingen[7]
- Rupert Anselm (* 9. März 1812 in Babenhausen), Student an der Universität Ingolstadt-Landshut-München[8]
- Johann Baptist (* 29. September 1819 in Babenhausen), Eisenwarenhändler in Augsburg;[9] ⚭ 1848 in Augsburg Ludovica Aloysia Lacher
- Rosina Francisca (* 9. Februar 1823 in Babenhausen), Schülerin der Zeichenschule Babenhausen; ⚭ 24. Oktober 1848 in Babenhausen Caspar Mayer, Gerichtsassessor
- Anselm Anton (* 26. Oktober 1826 in Babenhausen), Student an der Universität Ingolstadt-Landshut-München, kgl. Bezirksarzt in Türkheim und Mindelheim;[10][11] ⚭ 1852 in Krumbach Cäcilia Biber